# 白羊座66
白羊座66（66 Ari, 66 Arietis），是一个位于白羊座的联星系统，距离地球约230光年，视星等为6.03。